# わし (駆潜艇)
わし（ローマ字：JDS Washi, PC-304）は、海上自衛隊の駆潜艇。かり型駆潜艇の4番艇。艇名はワシに由来する。

## 艦歴
「わし」は、昭和29年度計画甲型駆潜艇3004号艇として、飯野重工舞鶴造船所で1955年12月14日に起工され、1956年11月12日に進水、1957年3月20日に就役し、佐世保地方隊に編入された。
1957年5月1日、佐世保地方隊第1駆潜隊に編入。
1960年12月1日、第1駆潜隊が横須賀地方隊隷下に編成替え。
1977年3月15日、除籍。